# Жан Жандунський
Жан Жандунський (фр. Jean de Jandun, нім. Johann von Jandun, італ. Giovanni di Jandun, близько 1285, Реймс, Франція — 1328, Тоді, Італія) — середньовічний  французький філософ, теолог і політичний письменник. Відомий своєю відвертою підтримкою аристотелізму і впливом на ранній рух аверроїстів. Також він є автором першого туристичного путівника по Парижу.

## Життєпис
Жан народився у Реймсі, Франція, між 1280 і 1289 роками, але точна дата невідома. Провів дитинство, ймовірно, у французькому містечку Жандун (де сучасний Сіньї-л'Аббе).
Відомо, що до 1310 року він став членом факультету мистецтв у Паризькому університеті, де вивчав сім вільних мистецтв. У 1315 р. він був викладачем в Наваррському коледжі. Будучи професором у Парижі, він був у курсі справ і брав участь у теологічних дебатах. У 1315 році Жан став членом-засновником факультету у Наваррському коледжі і у нього було 29 студентів. У 1316 р. Папа Римський Іоанн XXII нагородив Жана Жандунського званням каноніка в Санлісі і ймовірно, що він проводив свій основний час там, хоча продовжував викладати в Парижі наступні десять років.
Другом і однодумцем Жана був Марсилій Падуанський, ще один аверроїст і ректор Паризького університету протягом певного часу. Він подарував Жану копію коментарів П'єтро д'Абано до текстів Аристотеля. У 1324 році Марсилій завершив свою працю «лат. Defensor pacis» (Захисник миру), який називають найсміливішим твором середньовічної політичної думки. В ньому наголошувалось на суверенності народу як на підвалині, на якій будується держава, а також висловлювався протест проти надання папі влади світового владики. Коли у 1326 році стало відомо, що автором «Defensor pacis» є Марсилій, він і Жан Жандунський втекли до двору Людовика IV Баварського. Папа Іоанн XXII засудив Жана, а в 1327 році остаточно відлучив як єретика.
Жан супроводжував Людовика IV в Італію і був у Римі 1 травня 1328 року, коли Людовик був коронований як імператор Священної Римської Імперії. Він призначив Жана єпископом Феррарі. Через десять тижнів Жан був офіційно прийнятий до королівського двору і йому надали трьох слуг і трьох коней. У тому ж році, близько 31 серпня, Жан помер у Тоді (Італія), ймовірно по дорозі до місця його нової єпископської кафедри.

## Праці
Найвідоміша праця Жана Жандунського — про agens sensus. Він також писав про вакуум, розмаїття видів, душу, розум, і на інші теми, що мають відношення до Аристотеля.
Перша робота Жана, коротке quaestio, була опублікована в 1314 році, хоча певне писати її він почав ще 1307 року. Серед інших творів: «Physics», «De anima», «Metaphysics», «Parva naturalia» і «De caelo».
Через близькість до Марсилія Падуанського, Жану часто приписують авторство або співавторство «Defensor pacis». В теперішній час загальноприйнятою є версія, що він не писав цей твір, хоча, можливо, давав Марсилію щодо нього поради.

## Спадщина
Роботи Жана Жандунського принесли традиції аверроїзму в Болонью, Падую і Ерфурт у XIV столітті і до Кракова у XV столітті. Він завжди тяжів до поглядів Аристотеля, але не боявся заперечувати йому в своїх висновках. Багато поглядів Жандунського були незвичними та суперечливими і негативно сприймалися католицькою церквою. Його рукописи і друковані книги мали значний вплив на аверроїстів до часів Галілея.